# Чолва
Чолва — река в России, протекает по территории Ильинского района Пермского края. Длина реки составляет 29 км.
Исток реки находится на Верхнекамской возвышенности в 21 км к юго-западу от центра посёлка Ильинский. Река течёт на север и северо-восток. Впадает в Обвинский залив Камского водохранилища в 23 км от начала залива по правому берегу рядом с рекой Масляна около посёлка Ильинский. До создания Камского водохранилища река была притоком Обвы. Протекает деревни Горена, Москвина, Богородское, Трисанята, Антонова, Пепеляева и ряд нежилых. Притоки — Большой Вож (левый); Малый Вож, Вож, Галина (правые).

## Данные водного реестра
По данным государственного водного реестра России относится к Камскому бассейновому округу, водохозяйственный участок реки — Кама от города Березники до Камского гидроузла, без реки Косьва (от истока до Широковского гидроузла), Чусовая и Сылва, речной подбассейн реки — бассейны притоков Камы до впадения Белой. Речной бассейн реки — Кама.
Код объекта в государственном водном реестре — 10010100912111100009837.